# Daniele Ciprì
 (aout 2019).
Daniele Ciprì (né le 17 août 1962 à Palerme, en Sicile) est un réalisateur de cinéma, scénariste, directeur de la photographie et monteur italien. Il est également compositeur de musiques de films.
Il coréalise bon nombre de ses films avec Franco Maresco.

## Filmographie partielle
Coréalisations avec Franco Maresco (cf. Ciprì et Maresco) :
- 1995 : L'Oncle de Brooklyn (Lo Zio di Brooklyn)
- 1996 : Il manocchio (court-métrage)
- 1998 : Totò qui vécut deux fois (Totò che visse due volte)
- 1999 : Noi e il Duca - Quando Duke Ellington suonò a Palermo (documentaire)
- 1999 : Enzo, domani a Palermo! (court métrage, documentaire)
- 2000 : Arruso (TV) (court métrage, documentaire)
- 2000 : Ai rotoli (court métrage, documentaire)
- 2003 : Le Retour de Cagliostro (Il ritorno di Cagliostro)
- 2004 : Come inguaiammo il cinema italiano - La vera storia di Franco e Ciccio (documentaire)

Réalisations seul :
- 2012 : Mon père va me tuer (È stato il figlio)
- 2014 : La buca

### Comme directeur de la photographie
- 1997 : Mais qui a tué Tano ? (Tano da morire) de Roberta Torre
- 2006 : Perversion (Mare nero) de Roberta Torre
- 2009 : Vincere de Marco Bellocchio
- 2012 : La Belle Endormie de Marco Bellocchio
- 2013 : Salvo de Fabio Grassadonia et Antonio Piazza
- 2019 : Il primo re de Matteo Rovere
- 2020 : Le Poète et le Dictateur (Il cattivo poeta) de Gianluca Jodice

## Récompenses
- 2009 : "Gold Plaque" pour Vincere au Festival international du film de Chicago ("Best Cinematography")[1]
- 2012 : Prix Osella pour la meilleure contribution technique à la Mostra de Venise pour Mon père va me tuer (È stato il figlio)